# Короев, Хазби Герасимович

Мемориальная доска, дом № 17 на улице Максима Горького, Владикавказ

Хазби Герасимович Короев (1927 год, село Ногир, Северо-Осетинская АССР — 1981 год, Орджоникидзе, Северо-Осетинская АССР) — осетинский режиссёр-кинооператор, документалист, заслуженный деятель искусств РСФСР (1974), заслуженный деятель искусств Северо-Осетинской АССР и Кабардино-Балкарской АССР.

## Биография
Родился в 1927 году в селе Ногир. Окончил среднюю школу № 50 во Владикавказе. С 1943 года — помощник кинооператора в Ростове-на-Дону. С 1945 года трудился кинооператором на Северо-Кавказской студии кинохроники. Самостоятельно, без высшего образования освоил режиссуру и кинооператорское дело. В последующем, будучи кинооператором высшей категории, снимал сюжеты для всесоюзных киножурналов «Советский спорт» и «Новости дня».
В 1963 году дебютировал при съёмке документального фильма «На старте 10 миллионов» о Пятой зимней спартакиаде профсоюзов. В последующем снял документальные фильмы «Дружба навечно», «Горы зовут», «Встреча с Эльбрусом» (1967).
25 сентября 1974 года Указом Президиума Верховного Совета РСФСР удостоен почётного звания заслуженного деятеля искусств РСФСР и в 1975 году — звания заслуженного деятеля искусств Северо-Осетинской АССР и Кабардино-Балкарской АССР.
В 1980 году — ведущий оператор на Олимпийских играх в Москве.
Проживал в доме № 17 (объект культурного наследия) по улице Максима Горького во Владикавказе. Умер в 1981 году.
Память
- Мемориальная доска на доме № 17 на улице Максима Горького во Владикавказе. Автор: скульптор Михаил Чочиев. Установлена в 1989 году[1].